# Чёрная змея
Чёрная змея, или чёрная ехидна, или краснобрюхий чёрный аспид (лат. Pseudechis porphyriacus) — вид ядовитых змей из семейства аспидов (лат. Elapidae).
Общая длина достигает 1,5–2 м. Голова вытянутая, короткая. Туловище крепкое, стройное. Блестяще-чёрная окраска верхней стороны туловища эффектно сочетается с красноватой окраской брюха.
Любит умеренно влажные низменные места, долины рек. Активна ночью. Хорошо плавает и ныряет. Питается лягушками, ящерицами, змеями. Молодые особи предпочитают питаться насекомыми и другими беспозвоночными.
При опасности или раздражении слегка разводит в стороны шейные рёбра, сплющивая и расширяя шею, подобно кобрам.
Яд этой змеи содержит нейротоксины, не представляющие угрозы для жизни человека.
Самцы часто вступают в поединок друг с другом. Подняв голову и согнув шею, они наступают друг на друга, пытаясь накрыть своей головой голову противника. Когда одному из соперников удаётся это сделать, он резким движением обвивает туловище противника своим телом. Яростно шипя и извиваясь, обе змеи сдавливают друг друга. Вдруг, как по сигналу, прекращают борьбу и расходятся, чтобы приготовиться к следующему поединку. Каждый из таких «раундов» длится около минуты, повторяются они до полного изнеможения борцов. Змеи бывают так увлечены турниром, что не распутываются, даже если их поднять с земли. Причиной таких боёв служит территориальный инстинкт в сочетании с половым возбуждением. Во время турнира соперники не наносят друг другу укусов.
Живородящая змея. Самка рождает от 8 до 20 детёнышей длиной до 12 см.
Эндемик Австралии. Живёт в Квинсленде, Новом Южном Уэльсе, Виктории, Южной Австралии.